# Verso il paradiso (film)
Verso il paradiso (Household Saints) è un film del 1993 diretto da Nancy Savoca, tratto dal romanzo Household Saints di Francine Prose.

## Trama
Una famiglia italo-americana, i Santangelo, vive a Little Italy nella New York a cavallo tra gli anni '50 e '60. Joseph Santangelo ha conosciuto e vinto a carte la moglie Catherine. La loro vita di coppia è basata sulla semplicità della quotidianità tra casa e bottega, condita da superstizioni e pettegolezzi. La loro unica figlia, Teresa, viene educata dalla nonna Carmela nel solco della più intransigente tradizione religiosa, senza sospettare la strada che il destino ha preparato per la nipote verso il Paradiso.